# Glasgraben (Gemeinde Schwarzenbach)
Glasgraben ist eine Rotte der Marktgemeinde Schwarzenbach im Bezirk Wiener Neustadt-Land in Niederösterreich.

## Geografie
Glasgraben liegt im gleichnamigen Glasgraben im südlichen Rosaliengebirge im niederösterreichischen Industrieviertel an der Grenze zum Burgenland. Nachbargemeinde der Marktgemeinde Schwarzenbach im Bereich der Rotte Glasgraben ist die Stadtgemeinde Mattersburg.

## Ortsname
In der Josephinischen Landesaufnahme wird der Ort auch „Klasgraben“ genannt.
Im Glasgraben standen früher wahrscheinlich Glashütten.

## Geschichte
Vor Christi Geburt war das Gebiet Teil des keltischen Königreiches Noricum und gehörte zur näheren Umgebung der keltischen Höhensiedlung Burg auf dem Schwarzenbacher Burgberg. Später unter den Römern lag der heutige Glasgraben dann in der Provinz Pannonia.
Glasgraben ist schon seit jeher Rotte der Marktgemeinde Schwarzenbach und teilte daher auch immer deren Geschichte.